# Steven Anson Coons
Steven Anson Coons (* 7. März 1912 in New York City; † August 1979) war ein US-amerikanischer Informatiker, Ingenieur und Pionier der Computergraphik und des Computer Aided Design (CAD). Er war Professor am Massachusetts Institute of Technology (MIT). 

## Biografie
Coons studierte 1932 bis 1936 am MIT, das er verließ, um als Fotograf zu arbeiten, und arbeitete im Zweiten Weltkrieg für die Chance Vought Aircraft Company. Dort entwickelte er die Coons-Fläche (Coons patch) für Designzwecke, ein gekrümmtes Oberflächenelement für den Entwurf von Flugzeugen. Später war er Professor in der Abteilung Maschinenbau des MIT. Zu seinen Studenten dort gehörten Ivan Sutherland (der die CAD-Idee in seinem Sketchpad ausbaute für seine Dissertation am MIT 1963) und Lawrence Roberts. 1961/62 entwickelte er die Idee eines interaktiven computergraphischen Designs (Computer Aided Design, CAD), und veröffentlichte darüber 1963. Die Idee seiner Flächenelemente arbeitete er in den 1960er Jahren am MIT im Electronic Systems Laboratory aus und veröffentlichte 1967 eine bahnbrechende Arbeit, die als Little Red Book bekannt wurde (Surfaces for Computer Aided Design of Space Forms).
Er wandte Computergraphik in der Autoindustrie als Berater von Ford in Detroit an.
Die ACM vergibt in ungeraden Jahren einen Steven Coons Award für herausragende kreative Beiträge zur Computergraphik.

## Schriften
- mit Robert Mann: Computer-Aided Design Related to the Engineering Design Process, MIT 1960
- An outline of the requirements for a computer-aided design system, Joint Computer Conference 1963
- Surfaces for Computer Aided Design, Technical Report, MIT 1964
- The uses of computers in technology, Scientific American, Band 215, 1966, Nr. 3
- Design and the Computer, Design Quarterly, Nr. 66/67, 1966, S. 6–13
- Surfaces for Computer Aided Design of Space Forms, MIT Project Mac, Technical Report TR-41, Juni 1967 (The Little Red Book)
  - Französische Übersetzung von P. Bézier, M. Moronval: Méthode matricielle, Paris: Herman 1987
- Anwendungen elektronischer Rechenanlagen in der Technik, in: Information, Computer und künstliche Intelligenz : 12 amerikanische Wissenschaftler zeigen den zukünftigen Einfluß der Computer auf die menschliche Gesellschaft, Frankfurt am Main, Umschau-Verlag 1967, S. 133–144
- Rational bicubic surface patches, Technical Report, Project Mac, MIT 1968
- Surfaces patches and B-spline curves, in: R. Barnhill, R. Riesenfeld (Hrsg.), Computer Aided Geometric Design, Academic Press 1974, S. 1–16